# Alexander Romanowitsch Lurija

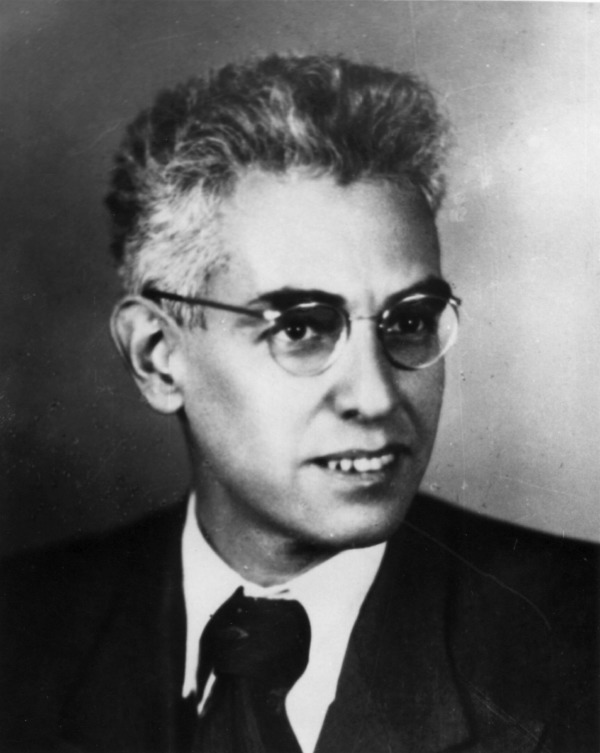
Alexander Romanowitsch Lurija

Alexander Romanowitsch Lurija (russisch Александр Романович Лурия, wiss. Transliteration Aleksandr Romanovič Lurija; * 3.jul. / 16. Juli 1902greg. in Kasan; † 14. August 1977 in Moskau) war ein sowjetischer Psychoanalytiker und Neurologe.

## Leben
Bis 1921 studierte Lurija Gesellschaftswissenschaften, Medizin und Psychologie an der Universität Kasan. Ab 1923 war er am Institut für Psychologie der Lomonossow-Universität in Moskau, zunächst als Assistent bei Konstantin Kornilow, später als Leiter des Labors für allgemeine Psychologie tätig. Zusammen mit Lew Wygotski und Alexej Leontjew war Lurija in den 1920er Jahren einer der Protagonisten der heute als kulturhistorische Schule bekannten Arbeitszusammenhänge in der sowjetischen Psychologie. In den zwanziger Jahren war er Sekretär der Russischen Psychoanalytischen Vereinigung.
Die Repressionsjahre überlebte er durch den Wechsel zur Neurologie.
Anfang der 1930er Jahre wurde Lurija aus ideologischen Gründen gezwungen, seine Dozentenstelle für Psychologie in Moskau aufzugeben, und wandte sich dem Studium der Neurologie zu. Während des Krieges als Sanitätsoffizier spezialisierte er sich auf die Rehabilitation von Hirnverletzten. Ab 1944 arbeitete Lurija am Institut für Neurochirurgie in Moskau, wo er begann, das Wissenschaftsgebiet der Neuropsychologie auszubauen. Als eigenständiger Wissenschaftszweig befasst diese sich mit der Rolle individueller zerebraler Systeme für komplexe Formen geistiger Tätigkeit. Unter politischem Druck (u. a. wurde er des "Anti-Pawlowismus" bezichtigt) musste Lurija auch diese Stelle aufgeben, konnte einige Zeit später, nachdem sich mit dem Tod Stalins die fach-politischen Verhältnisse in der Sowjetunion gelockert hatten, seine wissenschaftliche Tätigkeit wieder aufnehmen.

## Leistungen
Lurija gilt als einer der Begründer der modernen Neuropsychologie. Mit seinen bahnbrechenden Arbeiten zur Aphasie und zur Rolle der Sprache in der geistigen Entwicklung des Kindes wuchs Lurijas Ansehen im Ausland, was schließlich auch im eigenen Land zu seiner beruflichen Rehabilitation führte. Er stand in freundschaftlichem Kontakt zu Wissenschaftlern wie Kurt Goldstein, Kurt Lewin, Jean Piaget, Oliver Sacks und Jerome Bruner. Bis zu seinem Tod 1977 arbeitete Lurija seine Methode der Syndromanalyse weiter aus. Ihren konkretesten Ausdruck findet diese in den beiden neurologischen Geschichten Kleines Porträt eines großen Gedächtnisses (1968) und Der Mann, dessen Welt in Scherben ging (1971).

## Ehrungen
- 1966 wurde Lurija in die American Academy of Arts and Sciences gewählt, 1968 in die National Academy of Sciences. Seit 1987 besteht in Deutschland die von Wolfgang Jantzen gegründete Luria-Gesellschaft – Verein zur Förderung der wissenschaftlichen Grundlegung der Rehabilitation hirngeschädigter Menschen
- 1997 gründeten die Stiftung Kliniken Schmieder für Wissenschaft und Forschung und die Universität Konstanz das Lurija Institut für Rehabilitationswissenschaften und Gesundheitsforschung der Universität Konstanz. Lurija Institut Schmieder Kliniken-Uni Konstanz.

## Schriften
- The Nature of Human Conflict, New York 1932
- Die höheren kortikalen Funktionen des Menschen und ihre Störungen bei örtlichen Hirnstörungen, Berlin 1970
- Sprache und Bewußtsein, Berlin 1982 ISBN 3-7609-0668-0
- Die historische Bedingtheit individueller Erkenntnisprozesse, Weinheim 1986 ISBN 3-527-17566-0
- The Man with a Shattered World: The History of a Brain Wound. Harvard University Press, 1987, ISBN 0-674-54625-3
- Romantische Wissenschaft. Forschungen im Grenzbezirk von Seele und Gehirn, Reinbek 1993 ISBN 3-499-19533-X
- Das Gehirn in Aktion. Einführung in die Neuropsychologie, Reinbek 1992 ISBN 3-499-19322-1
- Kleines Portrait eines großen Gedächtnisses
- Der Mann, dessen Welt in Scherben ging, Reinbek 1991 ISBN 3-499-19380-9
- Kulturhistorische Humanwissenschaft. Ausgewählte Schriften, Hrsg. Wolfgang Jantzen, Berlin 2002 ISBN 3-934529-81-X